# Allan Ray
Allan Nathaniel Ray (Bronx, 17 giugno 1984) è un ex cestista statunitense.
Alto 1,88 m per 86 kg, giocava nel ruolo di guardia; è il fratello di Kendrick Ray, a sua volta cestista.
Ha giocato al college insieme a Randy Foye nella Villanova University. Da professionista ha iniziato la sua carriera nei Boston Celtics. Nell'estate del 2007 i Celtics, inaspettatamente, non gli hanno rinnovato il contratto, e Ray è stato messo sotto contratto dalla Virtus Roma.

## Carriera

### College
Ha giocato per quattro anni a Villanova University, assieme a Randy Foye, Jason Fraser e Curtis Sumpter, tutti reclutati da coach Jay Wright. Ray e Foye hanno raggiunto il traguardo degli Elite Eight del 2006 NCAA Tournament, giocando un attacco con quattro guardie e un pivot.
Nonostante la sua carriera collegiale sia stata costellata di infortuni, nulla gli ha impedito di segnare più di 2 000 punti con la maglia dei Wildcats. Alla partita d'esordio ha segnato 16 punti contro Marquette. Al secondo anno ha avuto 17,3 punti di media a gara. Nel terzo anno, Ray è stato nominato nella seconda squadra All Big East ed è stato il primo dei Wildcats con una media di 16,2. In quell'anno, con Villanova sono arrivati tra le prime 16 squadre del torneo NCAA perdendo di un punto contro i futuri campioni: Carolina del Nord. Nell'ultimo anno ha giocato la sua migliore stagione con 19,1 di media a gara, ed è stato nominato per vari trofei individuali. L'unica nota stonata l'ha avuta quando nelle ultime due gare del torneo NCAA ha segnato solamente 20 punti con 8 su 34 dal campo.
Ray è noto per un incidente avvenuto durante la semifinale del torneo della Big East del 2006 quando Carl Krauser di Pittsburgh lo ha colpito con una ditata involontaria nell'occhio destro facendogli perdere momentaneamente la vista e facendo temere un infortunio gravissimo. Dal replay, oggi un filmato molto visto sul web, sembrava che il bulbo oculare colpito protundesse fuori dalla sede: fortunatamente l'effetto era semplicemente dovuto al fatto che la palpebra fosse finita dietro l'occhio lasciandolo per qualche istante del tutto scoperto. Meno di una settimana dopo l'incidente, Ray è tornato in campo in una partita del Torneo NCAA finendo come migliore realizzatore della propria squadra.

### NBA

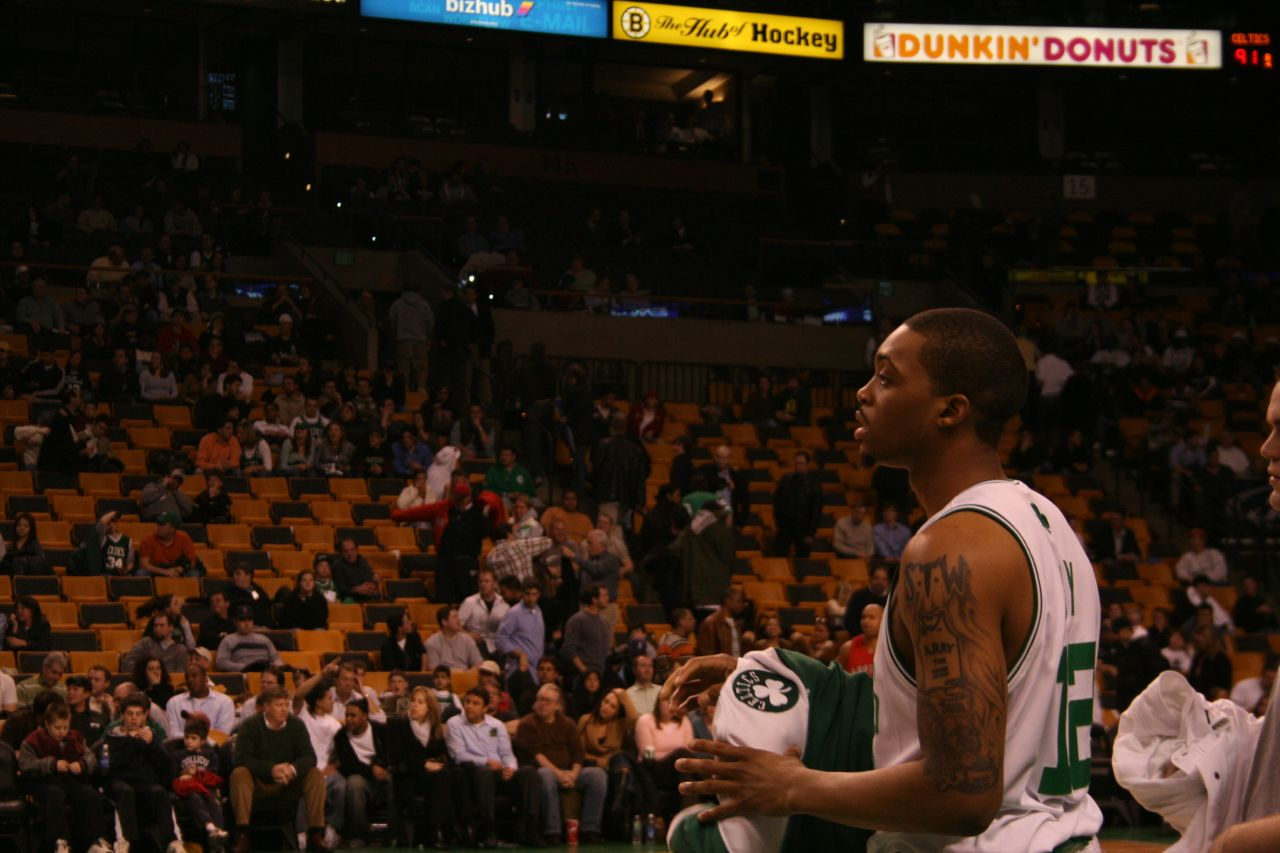
Ray ai tempi dei Celtics.

Nonostante si fosse dichiarato eleggibile, Ray non è stato scelto da nessuna franchigia al draft NBA 2006, con grande sorpresa di numerosi fan e scout NBA.
Il 6 luglio 2006 è stato messo sotto contratto dai Boston Celtics, con cui ha inizialmente disputato 25 partite prima di essere girato agli Austin Toros, formazione appartenente alla lega di sviluppo D-League: qui rimane però il tempo di giocare 2 gare poiché i Celtics lo richiamano, complici anche gli infortuni ad altri giocatori del roster.
In totale con i biancoverdi di Boston è partito 5 volte da titolare, segnando 6,2 punti di media nei 15,1 minuti a sua disposizione, con un massimo personale di 22 punti toccato in due occasioni (ad Atlanta il 15 gennaio 2007 e a Indianapolis il 7 aprile 2007).

### Serie A
Nell'estate 2007 è stato messo sotto contratto dalla Virtus Roma per due anni (stagioni 2007-08 e 2008-09).
Nelle prime quattro gare, di cui due in quintetto base, ha avuto 11,3 punti di media, anche in Italia si è infortunato a causa di una microfrattura al piede, la cui sosta, gli impedisce di raggiungere una forma ottimale. Chiude anzitempo la stagione con 13,4 punti di media in 20 partite di campionato con il 44,3 da tre punti (47/106), 3,8 rimbalzi e 2,2 assist in 25,7 minuti di impiego.
Dopo la rescissione consensuale del rapporto con la Lottomatica Roma il 16 gennaio 2009 sigla un contratto sino al termine della stagione 2008-09 con la Carife Ferrara, matricola della Serie A italiana, contribuendo non poco ad assicurarne la salvezza e arrivando a sfiorare i play off.
Nell'estate del 2010 dopo essersi sottoposto ad accurate visite mediche firma un contratto con la Sutor Montegranaro. Il 7 novembre del 2010 nella trasferta di Cremona si infortuna alla caviglia dopo appena 4 minuti di gioco evidenziando per l'ennesima volta la sua fragilità fisica.
Il 28 novembre del 2010 rientra in campo dopo l'infortunio e disputa un'ottima gara risultando decisivo nella vittoria di Montegranaro contro l'Armani Jeans Milano.

## Statistiche

### NBA
| Stagione        | Squadra         | Competizione    | Partite | Partite | Partite | Statistiche tiro | Statistiche tiro | Statistiche tiro | Altre statistiche | Altre statistiche | Altre statistiche | Altre statistiche | Altre statistiche |
| Stagione        | Squadra         | Competizione    | Pres.   | Titol.  | Minuti  | Tiri da 2        | Tiri da 3        | Liberi           | Rimb.             | Assist            | Rubate            | Stopp.            | Punti             |
| --------------- | --------------- | --------------- | ------- | ------- | ------- | ---------------- | ---------------- | ---------------- | ----------------- | ----------------- | ----------------- | ----------------- | ----------------- |
| 2006-2007       | Boston Celtics  | NBA             | 47      | 5       | 710     | 52/143           | 48/116           | 42/55            | 69                | 43                | 20                | 3                 | 290               |
| Totale carriera | Totale carriera | Totale carriera | 47      | 5       | 710     | 52/143           | 48/116           | 42/55            | 69                | 43                | 20                | 3                 | 290               |

## Palmarès
- NCAA AP All-America Third Team (2006)
- Campionato croato: 1

Cedevita Zagabria: 2013-14